# Launaea acanthodes
Launaea acanthodes là một loài thực vật có hoa trong họ Cúc. Loài này được Boiss. miêu tả khoa học đầu tiên năm 1875.